# Вільгельм Шаден
Вільгельм «Віллі» Шаден (нім. Wilhelm Schaden, 1908 — ?) — австрійський футболіст, що грав на позиції півзахисника.

## Кар'єра
У 1930 році виступав у команді «Вієнна», у складі якої зіграв у трьох офіційних матчах. У лютому був учасником матчу чемпіонату проти «Хакоаху» (4:3), у якому відзначився забитим голом. Влітку був учасником матчу за третє місце кубка Націй проти швейцарського «Серветта», що завершився перемогою австрійців з рахунком 5:1. А через тиждень зіграв у першому матчі чвертьфіналу кубка Мітропи проти «Спарти» (1:2)
У сезоні 1932/33 був учасником першого розіграшу професіонального чемпіонату Франції у складі клубу «Єр». «Єр» зайняв передостаннє місце у своїй групі та вибув у нижчий дивізіон. Цей розіграш став єдиним для команди в елітному французькому дивізіоні. Шаден зіграв у складі клубу в усіх 18-и матчах чемпіонату.
У наступному сезоні грав у команді «Канн». Після цього відіграв два сезони складі клубу «Стразбур», взявши участь у 58-ми матчах чемпіонату. У сезоні 1936/37 грав у вищоліговому «Сошо». Сезон 1938/39 провів у клубі другого дивізіону «Кольмар».

## Статистика
Статистика виступів у кубку Мітропи
| №                      | Розіграш               | Стадія                 | Дата та місце проведення | Команда 1              | Рахунок | Команда 2    | Голи |
| ---------------------- | ---------------------- | ---------------------- | ------------------------ | ---------------------- | ------- | ------------ | ---- |
| 1                      | 1930                   | 1/4 фіналу             | 12.07.1930 Прага         | Спарта                 | 2:1     | Ферст Вієнна |      |
| Всього у кубку Мітропи | Всього у кубку Мітропи | Всього у кубку Мітропи | Всього у кубку Мітропи   | Всього у кубку Мітропи | 1       |              | 0    |